# Économie des Iroquois

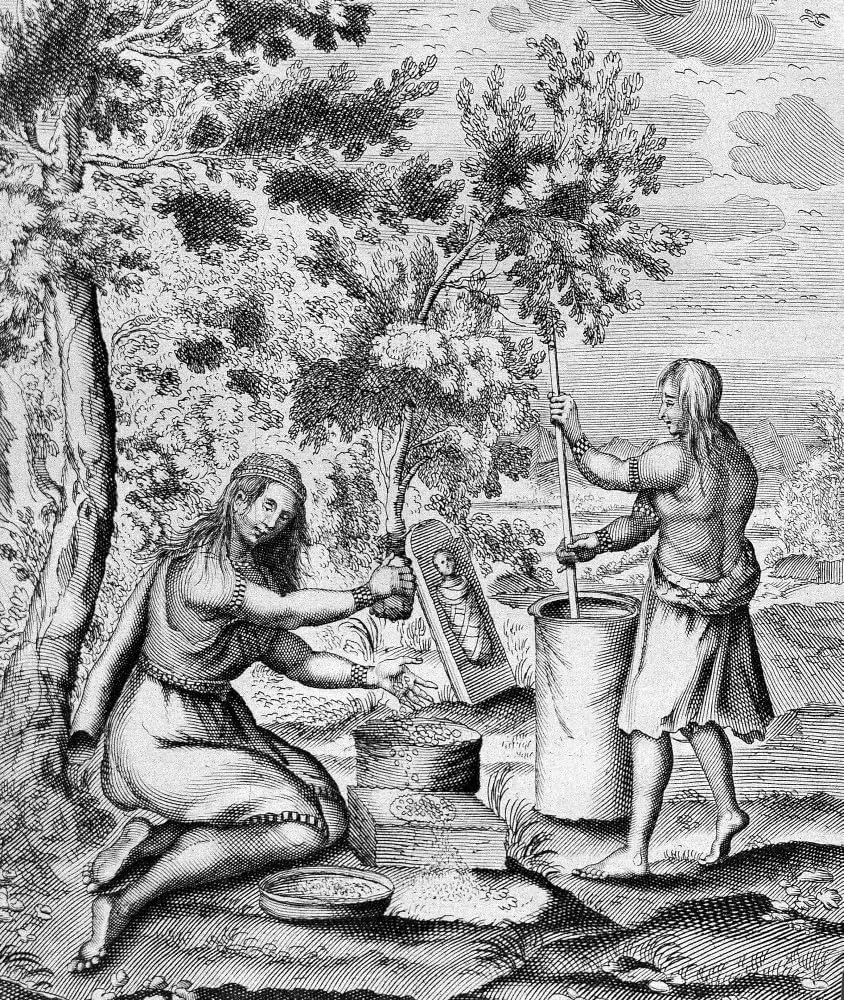
Iroquoises au travail pilant des grains et des fruits secs (gravure de 1664).

Vous lisez un « article de qualité » labellisé en 2009.
Pour des articles plus généraux, voir Iroquois et Peuples iroquoiens.
L'économie des Iroquois, telle que l'ont découverte les premiers colons européens, reposait sur une organisation collective de la production qui combinait l'agriculture et des activités comme la chasse et la cueillette. Ce système économique était commun à toutes les tribus de la Confédération iroquoise, qui rassemblait les Iroquois proprement dits. Il était partagé plus largement par l'ensemble des Iroquoiens du Nord : ces peuples apparentés par la langue vivaient sur un territoire qui correspond aujourd'hui à l'État de New York ainsi qu'à la région des Grands Lacs. La Confédération iroquoise s'était constituée, peu de temps avant la venue des Européens, par le regroupement de cinq tribus, les Cinq-Nations (Sénécas, Cayugas, Onondagas, Onneiouts et Mohawks), auxquelles s'ajouta plus tard une sixième (les Tuscaroras). Parmi les autres Iroquoiens du Nord, les mieux connus sont les Hurons : bien qu'ennemis traditionnels des Iroquois, ils avaient une organisation économique très similaire à la leur.
Les peuples iroquois étaient avant tout des agriculteurs qui se nourrissaient particulièrement des « trois sœurs » (le maïs, le haricot et la courge) généralement cultivées parmi les groupes amérindiens. Semi-sédentaires, ils complétaient leur alimentation par la pêche, au printemps, et par la chasse, pour laquelle les hommes quittaient les villages de l'automne à l'hiver. Ils avaient élaboré des formes culturelles liées à leur mode de vie. Au nombre de ces créations figuraient leur conception de la nature et leur mode de gestion de la propriété.
Les Iroquois avaient développé une économie très différente du système occidental aujourd'hui dominant. Elle se caractérisait notamment par la propriété collective du sol, la division du travail selon le sexe et un mode d'échange fondé principalement sur l'économie de don. Dans cette société plutôt homogène, le flux de prisonniers issu des conflits endémiques avec les nations voisines entretenait un élément de différenciation. Ceux des captifs qui étaient gardés en vie connaissaient un sort variable, qui pouvait aller de l'esclavage à l'adoption.
Le contact des Européens, qui prit une forme soutenue à partir de la fin du XVIe siècle, eut un impact majeur sur cette organisation sociale. Les Iroquois devinrent pour commencer d'importants partenaires commerciaux, mais l'expansion de l'implantation européenne désorganisa leur économie. Autour de 1800, ils furent relégués dans des réserves aux États-Unis et au Canada, et durent faire évoluer leur système traditionnel en conséquence. Au XXe siècle, certains groupes tirèrent parti du statut indépendant des réserves pour lancer des « casinos indiens ». D'autres s'intégrèrent directement dans l'économie extérieure. Cependant l'influence du modèle ancien peut encore être retrouvée, tant dans les conceptions économiques développées par les Iroquois contemporains que dans la façon dont ils gèrent le patrimoine de leurs réserves.

## Conditions et types de production

### Environnement et ressources naturelles

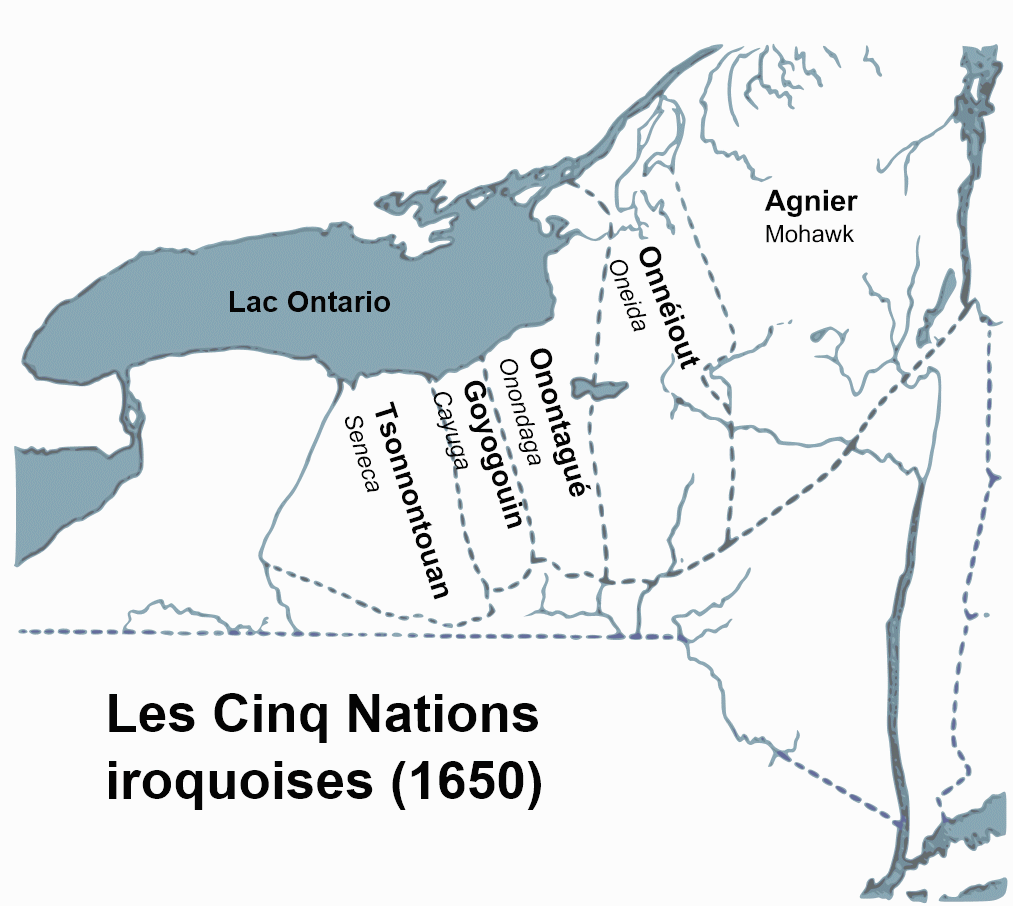
Territoires occupés par les tribus iroquoises vers 1650.

L'Iroquoisie se situait au centre de la région des forêts de l'est de l'Amérique du Nord, milieu intermédiaire entre l'environnement arctique, qui prévaut à l'extrême nord du continent, et celui des Grandes Plaines, qui s'étendent jusqu'aux montagnes Rocheuses. Au XVIIe siècle, les Iroquois occupaient le sud du lac Ontario, depuis les rives du lac Érié jusqu'à celles de l'Hudson. Leur pays, délimité à l'ouest et au nord par les lacs Ontario et Érié ainsi que par le cours du Saint-Laurent, et à l'est par les chaînes des Appalaches, ne comportait, à l'intérieur, ni obstacle naturel important ni différence environnementale marquée. Protégés des attaques, les Iroquois tiraient également de leur position un avantage offensif : occupant la partie la plus élevée de la région, ils avaient la capacité de se déplacer rapidement vers l'extérieur en descendant les nombreux cours d'eau qui prenaient leur source sur leur territoire. Les collines, où poussaient tsugas (appelés « pruches » au Canada), érables, pins, chênes et autres arbres des zones tempérées, abritaient des vallées fertiles et quelques terres alluviales.

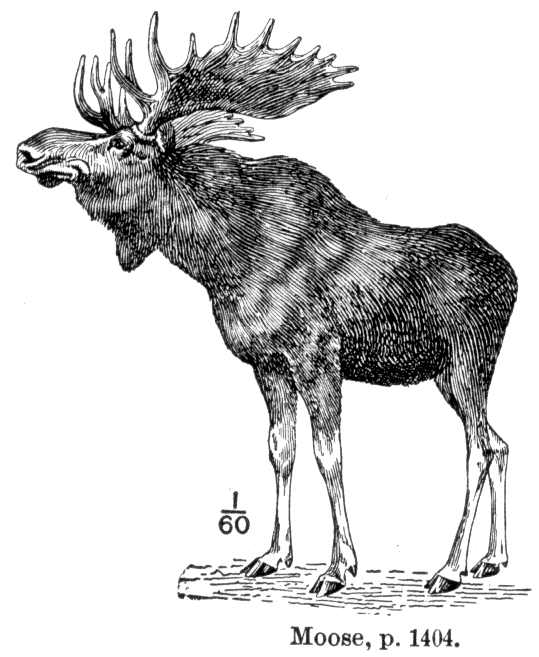
L'élan, appelé orignal en Amérique, était le plus gros gibier des Iroquois (gravure de lEncyclopédie).

Les ressources alimentaires animales et végétales étaient diverses et nombreuses. L'orignal, le wapiti, le cerf (ou chevreuil), l'ours noir, le castor et d'autres gibiers plus petits comme la loutre, la martre, le lièvre et l'écureuil noir ou roux, assuraient les apports en viande. Selon la saison, les eaux poissonneuses fournissaient carpes, achigans à grande ou petite bouche (perches noires ou truitées), esturgeons, saumons, anguilles et moules d'eau douce. De nombreuses espèces d'oiseaux, telles que grues, pélicans, cygnes, bernaches (outardes), oies, canards, dindes, pigeons, tourterelles tristes, goélands et plongeons, étaient également consommées. Aux plantes cultivées, maïs (blé d'Inde), haricot, courge et melon, acclimatées de la vallée du Mississippi, s'ajoutaient racines et fruits sauvages issus du milieu local. Les arbres à fruits secs, caryers, noyers, châtaigniers et chênes, étaient nombreux. Le sirop retiré de l'eau de l'érable à sucre donnait aussi une nourriture appréciée. S'y ajoutaient framboises, myrtilles, fraises et baies de canneberge, ainsi que le raisin des vignes sauvages qui poussaient naturellement sur les zones atteintes par les incendies de forêt. Pommetiers, pommiers de mai, asiminiers et autres arbres fruitiers sauvages permettaient de compléter l'alimentation.
Les ressources naturelles utilisables comme matières premières n'étaient pas moins abondantes. Le gibier fournissait peau et fourrure pour l'habillement et l'équipement. Les cornes, les os et les tendons, de même que les coquilles des mollusques, entraient dans la fabrication d'outils et d'ustensiles divers. Le bois de construction était tiré des arbres de la forêt. Frêne, orme, thuya (cèdre blanc), sapin baumier et épicéa (épinette ou prusse) donnaient leur écorce comme matériau de couverture. Le bois du frêne blanc et l'écorce de l'orme rouge étaient utilisés dans la fabrication des canoës (canots) et le bois du tsuga pour les raquettes à neige. La fibre de l'écorce intérieure de l'orme rouge et d'autres plantes, comme le Dirca Palustris, servait à la confection de cordon et de gros fil, de même que le chanvre sauvage. Le roseau et les feuilles lancéolées du maïs étaient utilisés dans le tissage de tapis. L'argile exploitable pour la poterie existait en grande quantité. En revanche, le pays était pauvre en minerai de cuivre, presque le seul métal travaillé par les Amérindiens. Avant l'arrivée des Européens, les Iroquois n'utilisaient aucun instrument de métal et employaient relativement peu la pierre.
Le territoire des Hurons, sur l'isthme situé entre le lac Érié, le lac Ontario et celui qui porte leur nom, avait des caractéristiques très voisines de celui des Iroquois. Un peu plus favorable à l'agriculture, avec son relief plus ouvert, il offrait en contrepartie moins de ressources à la chasse, mais se prêtait encore mieux à la pêche.

### Activités primaires
Les principales activités productives des Iroquois étaient la collecte des fruits et des racines, la trappe, la chasse, la pêche et l'agriculture. Fruits et racines faisaient l'objet d'un travail régulier et assuraient une part non négligeable de l'alimentation. Les bonnes récoltes donnaient lieu à des fêtes, de même que la production du sirop d'érable. Toutefois, ces ressources tenaient une place secondaire par rapport au gibier, que les Iroquois allaient traquer dans leur environnement immédiat mais aussi très au-delà des limites de leur territoire.
L'hiver était la principale saison de chasse, même si celle du gibier à plumes se pratiquait à l'automne et au printemps et le piégeage toute l'année. Les premiers froids étaient consacrés en priorité aux cervidés et aux castors. La période d'hibernation de janvier à mai était plus favorable pour l'ours. À partir d'octobre, les groupes de chasseurs foulaient la région entière à la recherche de gibier. Ils pouvaient se rendre à l'est et au nord dans les Adirondacks et jusqu'aux terres de l'actuel Canada, à l'ouest et au sud jusqu'au Niagara et sur tout le territoire occupé depuis par les États de l'Ohio et de Pennsylvanie. En janvier, les groupes dispersés regagnaient leurs villages. La pêche était pratiquée, de diverses façons, depuis la mi-mars jusqu'au début de l'hiver. Le saumon et l'anguille donnaient les produits les plus abondants. Chez les Hurons, la période de pêche s'étendait pratiquement à l'année entière.

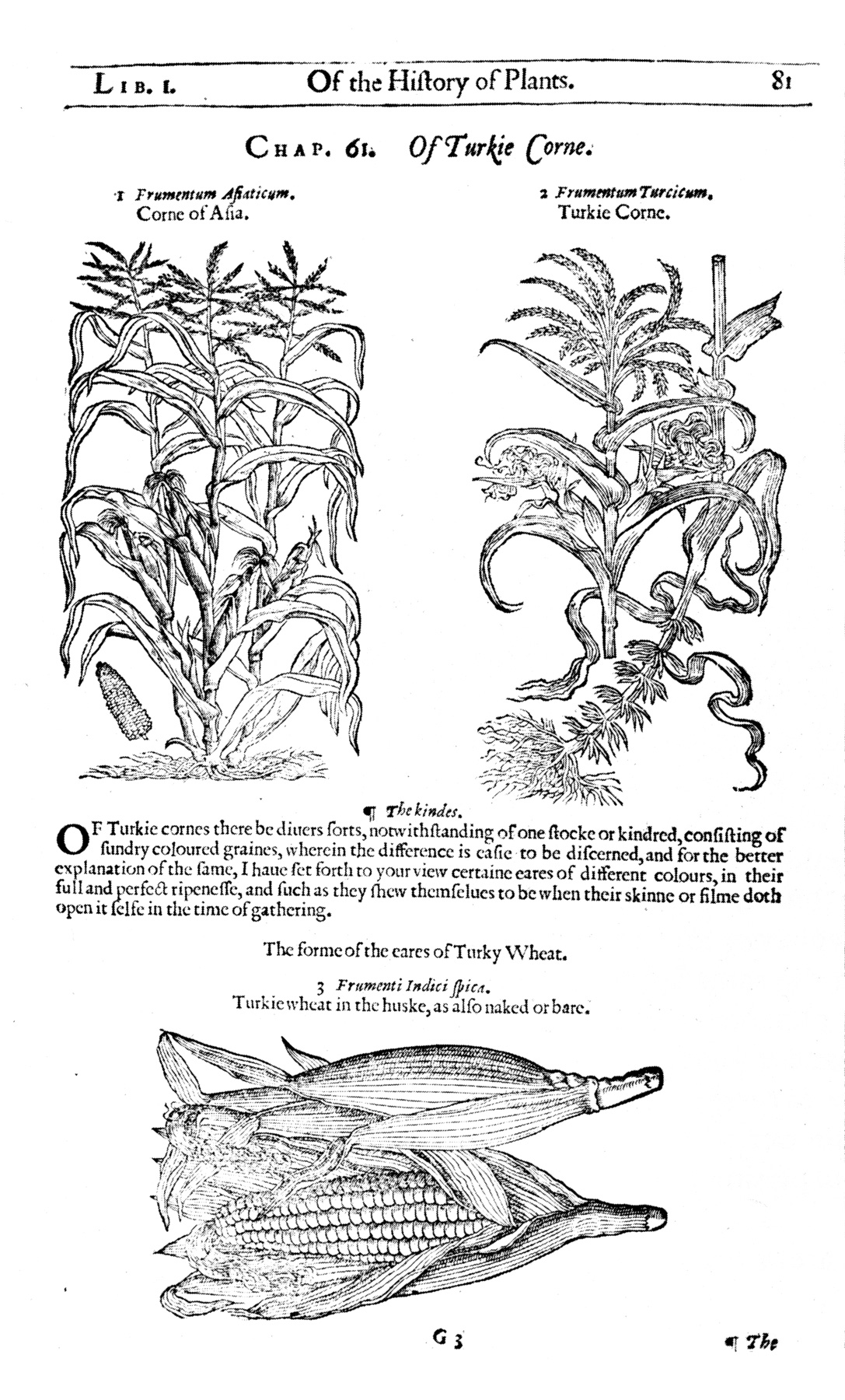
Le maïs, céréale amérindienne par excellence, dans une flore de 1633.

L'agriculture impliquait un enchaînement d'opérations relativement longues et complexes. Ainsi, la production du maïs se déroulait en quatre étapes principales : le défrichement, les semis, la croissance des plants et la récolte. L'ensemble du processus occupait habituellement toute la belle saison. Parfois, quand le défrichement était particulièrement difficile, la première récolte pouvait demander plusieurs années de travail préalable. Tous les dix à douze ans, les méthodes extensives pratiquées et la migration régulière des villages qu'elles impliquaient imposaient le renouvellement complet de l'opération. Une partie des terres dégagées était consacrée au melon et, dans une mesure moindre, au tournesol et au tabac. Mais la plus grande part était réservée aux champs où les « trois sœurs » étaient cultivées ensemble.
La place exacte de chaque activité variait d'une tribu à l'autre. Les plus agricoles étaient celles qui vivaient dans les zones les moins densément boisées. Mais globalement, la priorité accordée à la qualité des sols pour l'implantation des villages et la relative permanence de ceux-ci indiquent que, malgré le rôle important de la chasse et de la pêche, l'agriculture était prépondérante dans l'alimentation comme dans la vie des Iroquois et, plus encore, des Hurons.

### Biens d'équipement et de consommation
Mises à part leurs activités productives primaires, les Iroquois pratiquaient différentes formes d'artisanat, en particulier pendant la période de relatif temps libre qui suivait le retour de la chasse, à la fin de l'hiver. Les objets fabriqués comptaient autant d'articles de consommation que de biens d'équipement. Dans cette dernière catégorie entraient deux outils d'usage général : le couteau, fait de bois, d'os, de coquillage ou de pierre, utilisé à la chasse, au combat et en de multiples occasions quotidiennes, et la hache à lame de pierre, également employée dans de nombreuses activités, entre autres, en complément du feu pour l'abattage des arbres.
Les autres fabrications répondaient à des besoins plus spécialisés. Pour le chasseur, l'instrument le plus important était l'arc, souvent de la taille d'un homme, fait de genévrier (cèdre rouge) ou d'un bois analogue, durci au feu et muni d'une corde de chanvre ou de tendon de cervidé. Les flèches, longues d'environ un mètre, étaient parfois empennées de deux plumes qui amélioraient leur précision en leur donnant un mouvement rotatif. Leurs pointes étaient le plus souvent de pierre et parfois de bois, d'os ou de corne. Pièges et collets étaient généralement faits de cordes de chanvre ou d'écorce. Les principaux instruments fabriqués pour la pêche étaient le harpon, de corne ou d'os, et le filet, également confectionné à base de chanvre ou de fibre d'écorce. Leur efficacité était accrue par la réalisation de diverses sortes de barrages. De même, les travaux agricoles nécessitaient des outils spécifiques. Une fois déboisée par le feu et la hache, la terre était dégagée au moyen du râteau, une grande fourche de bois, puis préparée pour les semis au moyen du « bâton à creuser », une pièce de bois incurvée munie d'un long manche. Sarclage et binage utilisaient le plus souvent une houe de bois et parfois une épaule de cervidé fixée sur un manche.
D'autres instruments étaient fabriqués pour servir à la transformation des matières premières en biens de consommation. La nourriture était préparée au moyen d'ustensiles de cuisine et de cuisson, généralement faits de bois, d'écorce ou de terre cuite. Le mortier de pierre était utilisé pour le pilage des noix, de la terre à poterie ou d'autres matériaux durs. Les poteries, à base d'argile mélangée de pierre ou de coquillage broyés, étaient séchées au soleil après modelage, puis cuites sur un feu d'écorce. Elles étaient utilisées pour la cuisine et pouvaient aussi servir au stockage. Toutefois, les récipients les plus usités, en particulier pour les matériaux secs, étaient faits d'écorce et de bois. La petite production de textile à base de fibre végétale était presque entièrement manuelle, à l'exception de quelques outils simples de corne ou d'os. Le traitement des peaux, quoique plus développé, n'en utilisait guère plus. Un grattoir de bois ou de pierre servait à nettoyer la peau, qui était ensuite trempée dans une solution de cervelle de cervidé avant d'être fumée. Elle était finalement cousue à la forme voulue au moyen d'un fil de tendon ou de fibre végétale et d'une aiguille de corne, d'os ou de bois.
Les moyens de transport constituaient une dernière catégorie d'équipements. Le portage terrestre se servait d'un brancard de bois, ou de sangles en fibre d'écorce tissée que les Iroquois se passaient autour du front ou de la poitrine. L'hiver, la neige permettait l'emploi du traîneau de bois, tiré par son guide chaussé de raquettes. Sur l'eau, les canoës de bois et d'écorce, de quatre à douze mètres de long, pouvaient emporter de deux à trente personnes.

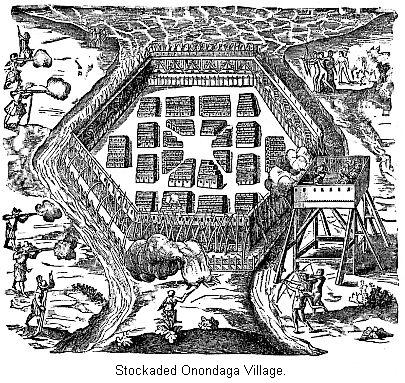
Onondaga, village iroquois fortifié,
d'après un croquis de Samuel de Champlain.

Les produits de consommation étaient ceux que pouvaient procurer la chasse, la pêche et surtout l'agriculture pratiquées avec les moyens précédemment décrits. Le maïs sous diverses formes, dont la sagamité (mets amérindien), constituait l'alimentation de base du village et l'essentiel du surplus stocké. La viande du gibier et la chair du poisson étaient la nourriture principale pendant la saison de la chasse et de la pêche. Elles complétaient les réserves, une fois fumées ou séchées. Le monde animal fournissait aussi l'essentiel des matières premières utilisées pour les vêtements. L'habitat était construit à base de bois et d'écorce. Les petits abris transportables de la saison de chasse contrastaient avec les « maisons longues » qui, entourées d'une solide palissade, constituaient les villages semi-permanents.

## Formes d'organisation de l'économie

### Propriété du sol
Chez les Hurons, la propriété du sol était essentiellement collective. Gabriel Sagard, missionnaire catholique français, en a décrit les bases. Les Hurons, « ayant autant de terre comme il leur [était] nécessaire », pouvaient en attribuer une part à chaque famille et disposer encore d'un large surplus possédé en commun. Tout Huron était libre de défricher la terre et de l'ensemencer. Il en avait la possession aussi longtemps qu'il continuait de la cultiver et de s'en servir. Une fois abandonnée, elle revenait à la propriété commune et tout un chacun pouvait la reprendre pour lui-même. Bien que les Hurons aient apparemment détenu des terres à titre individuel, la portée de cette possession personnelle paraît avoir été toute relative : l'emplacement central des récipients à grain, dans les « maisons longues » qui abritaient les multiples familles d'un même groupe de parenté, suggère que les occupants d'une maison donnée mettaient toute la production en commun.
Les Iroquois avaient un système similaire de distribution des terres. La tribu possédait toutes les terres, mais attribuait des territoires aux différents clans qui les répartissaient à leur tour entre les ménages pour les cultiver. Le terrain était régulièrement redistribué entre les ménages, au bout de quelques années. Un clan pouvait demander une réaffectation des territoires lors des réunions du Conseil des Mères de clan. Les clans coupables d'abus de terrain ou de négliger celui qui leur était alloué, recevaient un avertissement du Conseil des Mères. La pire punition était l'attribution de leur territoire à un autre clan. La propriété de la terre était l'affaire des femmes, de même que la culture du sol pour la nourriture était leur travail.
Le Conseil des Mères réservait aussi certaines portions de terrain pour être travaillées en commun par les femmes de tous les clans. La nourriture produite sur ces terres, appelée kěndiǔ"gwǎ'ge' hodi'yěn'tho, était consommée lors des fêtes et des grands rassemblements.

### Division du travail: champs et forêt
La division du travail reflétait le clivage dualiste caractéristique de la culture iroquoise, où les dieux jumeaux Hahgwehdiyu, Jeune Arbre (Est) et Hahgwehdaetgah, Silex (Ouest) personnifiaient la séparation fondamentale entre deux moitiés complémentaires. Le dualisme appliqué au travail attribuait à chaque sexe un rôle clairement défini qui complétait celui de l'autre. Les femmes accomplissaient les tâches liées aux champs et les hommes, celles attachées à la forêt, y compris le défrichement et le travail du bois. Les hommes se chargeaient principalement de la chasse, de la pêche, du commerce et du combat, alors que les femmes s'occupaient de l'agriculture, de la cueillette et des tâches ménagères. Les activités artisanales étaient réparties également entre les sexes. Les hommes réalisaient les constructions et l'essentiel des équipements, y compris les outils utilisés par les femmes pour les travaux des champs, tandis que les femmes assuraient la fabrication du petit matériel de piégeage, des poteries et de la plus grande part des ustensiles ménagers, de l'ameublement, des articles textiles et des vêtements. Cette spécialisation par sexe était la principale façon de diviser le travail dans la société iroquoise. À l'époque de la rencontre avec les Européens, les Iroquoises produisaient environ 65 % des biens et les hommes 35 %. En combinant des productions alimentaires différentes et réparties sur presque toute l'année, ce système mixte réduisait les risques de disette et de famine. Selon Johansen 1999, les premiers colons européens ont souvent envié les performances de la production vivrière iroquoise.
L'organisation du travail des Iroquois était cohérente avec leur système de propriété du sol : à propriété commune, travail en commun. Pour les tâches difficiles, les femmes constituaient de grands groupes et allaient de champ en champ en s'entraidant pour travailler leurs terres. Pour les semailles menées en commun, une « maîtresse des champs » distribuait à chacune une quantité donnée de semence. Dans chaque groupe, les Iroquoises confiaient à l'une d'entre elles, ancienne, mais active, le rôle de chef des travaux pour l'année à venir, et s'engageaient à suivre ses directives. Les femmes coopéraient aussi en d'autres occasions. Ainsi, elles coupaient elles-mêmes leur bois, mais leur chef en supervisait le transport collectif jusqu'au village. Les clans de femmes assuraient encore de nombreuses tâches et selon Mary Jemison, une blanche qui s'était assimilée à la société indienne, l'effort collectif évitait « toute jalousie entre celles qui en auraient fait plus ou moins que les autres. »

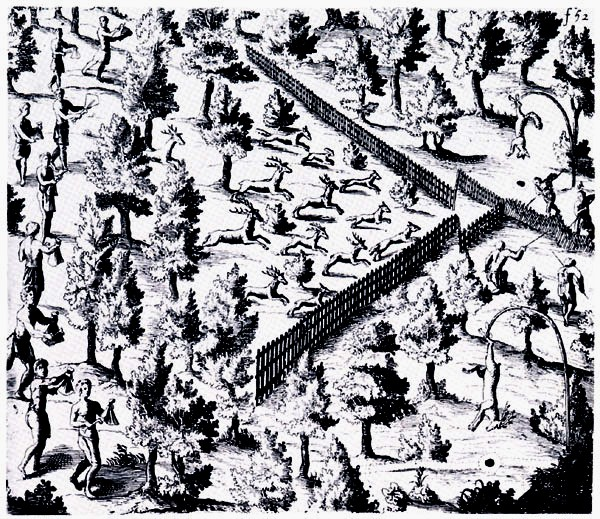
Croquis d'une chasse aux cervidés chez les Hurons, par Samuel de Champlain. Les Hurons font du bruit et rabattent les animaux le long d'une barrière en forme de V, jusqu'à l'apex où ils sont capturés et tués.

Les hommes s'exerçaient aux tactiques collectives lors des expéditions guerrières. Leurs autres tâches, comme la chasse et la pêche, comportaient aussi des éléments de coopération, avec cette différence qu'ils se regroupaient par village entier plus souvent que par clan, comme le faisaient les femmes. Pendant les parties de chasse qu'ils organisaient, des techniques collectives étaient mises en œuvre pour abattre une grande quantité de gibier. Un témoignage de première main décrit une battue pour laquelle une grande barrière de broussailles en forme de V avait été construite dans la forêt. Les rabatteurs mirent le feu du côté ouvert du V, forçant les animaux à courir jusqu'au point où les chasseurs du village les attendaient devant une ouverture. Une centaine de cervidés pouvaient être abattus en une seule fois avec un tel procédé,.

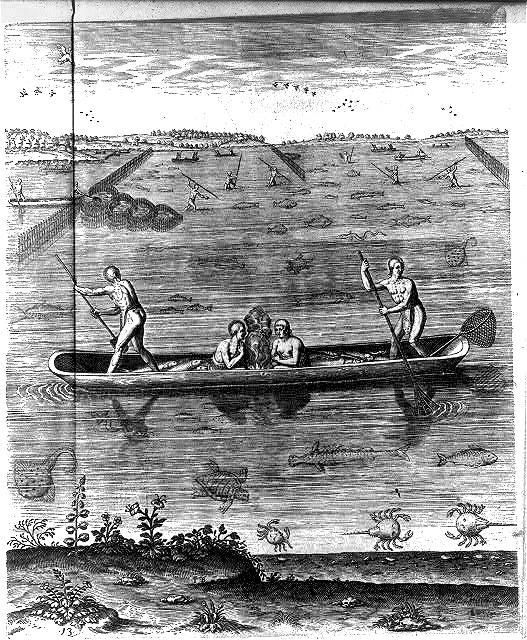
Powhatans pêchant de façon similaire aux Iroquois, d'après une gravure de John White publiée par Théodore de Bry dans ses Grands Voyages (1590).

Pour la pêche, les hommes pouvaient également former des groupes importants. Les pêcheurs montaient souvent de grandes expéditions où, sur leurs canoës, ils couvraient de filets et de barrages des cours d'eau entiers pour ramasser de grandes quantités de poissons, parfois un millier en une demi-journée. Les prises d'une partie de chasse ou de pêche étaient considérées comme propriété commune. Elles pouvaient être rassemblées en un même lieu par les participants, puis redistribuées entre eux par le chef désigné de l'expédition, ou encore emportées au village pour y être consommées, principalement entre hommes, au cours d'une succession de fêtes. La pêche et la chasse n'étaient pas toujours des efforts coopératifs, mais les Iroquois faisaient généralement mieux en groupe qu'individuellement.

### Échange
La production en commun et la distribution collective des biens limitaient le développement du commerce intérieur, mais la diversité des conditions naturelles et des modes de vie d'une région à l'autre donnait matière à échanges entre les Iroquois et les autres tribus. Les Iroquois échangeaient leurs surplus de grain et de tabac contre les fourrures des tribus du Nord et les wampums (ceinture de coquillages d'usage rituel) des tribus de l'Est.
Ils se procuraient de la même manière les canoës de qualité supérieure faits par les Algonquins en écorce de bouleau, arbre qui n'existait pas sur le territoire iroquois.
Les Iroquois utilisaient le don/contre-don plus souvent qu'aucun autre mode d'échange. Le don/contre-don reflétait la réciprocité en vigueur à l'intérieur de la société iroquoise. L'échange commençait par l'offrande d'un présent par un clan à une autre tribu ou à un autre clan, dans l'attente que soit donné en retour quelque chose d'utile. Cette forme d'échange était liée au penchant de la culture iroquoise pour le partage de la propriété et la coopération dans le travail. Il n'était jamais question d'accord explicite, encore moins de prix, mais un service était rendu pour le bien de la communauté ou d'un de ses membres, en escomptant du bénéficiaire un don en retour.
Le commerce extérieur était l'une des occasions peu nombreuses que la société iroquoise offrait à l'entreprise individuelle. Une personne qui découvrait une nouvelle route commerciale acquérait pour l'avenir le droit exclusif de commercer par cette route. Néanmoins, il pouvait arriver que les clans collectivisassent les routes commerciales pour obtenir un monopole dans un type de commerce précis.

## Économie et société - débats historiographiques

### Organisation collective et comportements individuels
Le système économique iroquois s'accompagnait d'une éthique spécifique du travail et de la propriété. Une morale du travail collectif assimilait vertu et productivité : l'Iroquois idéal était un bon guerrier et un chasseur efficace, l'Iroquoise parfaite excellait dans l'agriculture et le travail ménager. L'accent mis sur l'utilité sociale de l'individu encourageait la contribution de chacun des membres du groupe, et ce malgré le fait que tous retiraient des bénéfices semblables, quels que fussent les efforts fournis.
Hormis quelques outils de base et instruments assez répandus, l'individu possédait peu de biens. Selon Frank Speck 1945, le vol devait être très rare, puisque les seuls biens susceptibles d'être convoités auraient été les wampums. Cet acte était cependant considéré comme l'un des principaux crimes, qui comprenaient également le meurtre, l'adultère, la trahison et la sorcellerie. Le groupe d'appartenance du coupable était responsable du dédommagement de la victime, mais l'individu récidiviste était frappé de bannissement.
L'organisation collective se combinait chez les Iroquois à une culture de l'individualité qui s'appuyait sur une forte tradition de responsabilité et d'autonomie. L'éducation visait à former des hommes auto-disciplinés, autonomes, responsables et stoïques. Les Iroquois cherchaient à éliminer pendant l'enfance tout sentiment de dépendance et à susciter le désir de responsabilité. Comme on impliquait les enfants dans des pratiques collectives, ils apprenaient à la fois à penser en tant qu'individus et à travailler pour la collectivité.

### La question du statut des captifs
À la suite des témoignages des premiers missionnaires, il a été relevé qu'à côté des Iroquois eux-mêmes existait un élément de position inférieure, principalement composé de captifs de guerre. Cette main d'œuvre qualifiée de servile était utilisée tant par les hommes que par les femmes pour la réalisation des tâches les plus dures et les plus dépréciées : travail horticole, portage, collecte du bois, transport de l'eau… Même si les captifs méritants finissaient par être intégrés, il n'en existait pas moins à chaque instant un « stock » d'individus distincts des membres libres du clan. Outre les captifs, ce groupe comprenait les « efféminés », Iroquois de naissance ayant abandonné les activités des hommes pour se consacrer à l'agriculture et aux autres travaux féminins.
Par la suite le statut exact des prisonniers de guerre dans la société iroquoise a fait l'objet d'appréciations diverses parmi les ethnohistoriens,. Bruce Trigger (1976) notamment a affirmé que « tout prisonnier [s'il n'était pas torturé à mort] était adopté ». Pour Roland Viau (1997), « ils en adoptaient, mais ils en tuaient » et même, jusque vers 1700, ils en mangeaient. Le sort des survivants était l'adoption ou l'esclavage, où il voit « deux pratiques guerrières distinctes ». Quand le cannibalisme s'est résorbé, l'excédent de captifs est venu grossir les rangs des esclaves, que Viau estime aussi nombreux alors que les prisonniers adoptés. Les Iroquois de la Confédération ont particulièrement développé la pratique de la « guerre de capture ». Avant l'arrivée des Européens, sa finalité principale était de compenser les pertes subies. Elle expliquerait la plus grande résistance de la Confédération par rapport aux peuples voisins. Elle y aurait également favorisé la croissance des inégalités au profit des chefs de guerre.

### La question de la position des femmes
La question de la place des femmes chez les Iroquoiens d'avant l'arrivée des Européens est un autre sujet de controverse. Les premiers écrits de missionnaires, explorateurs ou marchands confrontés à l'Iroquoisie du début du XVIIe siècle renvoient l'image de femmes infériorisées dans une division inégale des tâches, et ce, sans leur prêter aucun rôle politique. À l'inverse, en 1724, le jésuite Joseph François Lafitau présente la société iroquoienne comme une véritable gynécocratie. C'est cette vision qui sera reprise un siècle et demi plus tard par Lewis Henry Morgan, dans la correspondance duquel Friedrich Engels puisera à son tour la thèse du matriarcat iroquoien présentée en 1884 dans L’origine de la famille, de la propriété privée et de l’État. Selon Roland Viau (2000), la description de Lafitau reflèterait l'effet de déséquilibres introduits par la colonisation : « Alors que les épidémies provoquent une crise démographique majeure, les guerres longues et lointaines liées au commerce des fourrures entraînent une absence de plus en plus prolongée des hommes. Les morts sont remplacés par des captifs que les femmes ont pour tâche d’enculturer. »
Ce sont ces changements postérieurs au contact avec les Européens qui auraient conduit à une certaine hégémonie des femmes, qu'il serait erroné de faire remonter à la société ancienne. Celle-ci aurait simplement été « relativement égalitaire » dans les rapports entre hommes et femmes. À cette appréciation peuvent être opposés les signes de dévalorisation des femmes que seraient l'affectation d'esclaves masculins méprisés à des tâches considérées comme féminines, ou encore l'ostracisme qui frappait les hommes efféminés. Mais on peut aussi relever, en sens contraire, le montant plus élevé demandé chez les Hurons pour prix d'une femme tuée (quarante présents, contre trente pour un homme), le rôle prépondérant que la division du travail donnait aux Iroquoises dans le contrôle des réserves et la position éminente conférée aux femmes par la combinaison de matrilinéarité et de matrilocalité qui caractérisait les sociétés iroquoiennes.

## Suites du contact avec les Européens

### Traite et dépendance

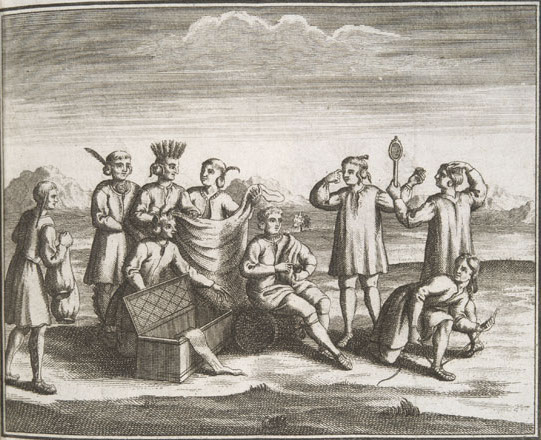
Iroquois avec des produits occidentaux, probablement acquis par l'échange (gravure française, 1722).

L'arrivée des Européens se traduisit par une forte expansion du commerce. En 1535-1536, dès les premiers contacts entre Jacques Cartier et des Iroquoiens implantés alors le long du Saint-Laurent, on établit des échanges et, à la fin du XVIe siècle, la plupart des groupes amérindiens des forêts de l'Est étaient déjà engagés, de façon directe ou indirecte, dans la traite des fourrures.
Celles-ci étaient très demandées en Europe, où l'on semblait croire que l'Amérique pouvait en fournir des quantités illimitées. Les Européens offraient en échange une gamme de produits que les autochtones ne fabriquaient pas eux-mêmes : outils et ustensiles de métal (haches, couteaux, poinçons et hameçons de fer, bouilloires de cuivre), tissus et articles textiles (couvertures de laine, chemises de lin), bijoux et perles de verre, sans omettre les armes à feu.
Les Amérindiens développèrent des relations de dépendance quand les articles européens remplacèrent les leurs. L'accroissement des prélèvements sur le gibier à fourrure entraîna sa raréfaction et exacerba les affrontements pour le contrôle des territoires de chasse. Durant la première moitié du XVIIe siècle, les guerres et les épidémies de maladies apportées par les Européens entraînèrent une forte diminution des populations indiennes, accentuant encore le bouleversement de leur mode de vie. Tirant parti de la culture du don/contre-don, les Néerlandais puis les Britanniques, établis près de l'embouchure de l'Hudson, utilisèrent largement les cadeaux pour obtenir contre les Français le soutien des Iroquois, les inondant de produits tels que haches de fer et mousquets. Une fois leurs armes traditionnelles abandonnées, ceux-ci n'eurent guère d'autre choix que de poursuivre les échanges afin de se procurer poudre et munitions.
Afin de se procurer les marchandises européennes dont ils devenaient chaque jour davantage dépendants, les Iroquois tentèrent d'étendre leur emprise sur les régions riches en castor situées au sud du Bouclier canadien. En 1628, forts des armes à feu fournies alors par les commerçants hollandais, ils repoussèrent les Mohicans vers l'est. Dans les années 1630, ils s'attaquèrent aux Algonquins de la vallée de l'Outaouais puis, dès le début des années 1640, à la Nouvelle-France et à ses alliés algonquins et montagnais. Les années 1640 et 1650 virent l'assujettissement ou la dispersion par les Cinq-Nations des groupes voisins, iroquoiens ou algonquiens. Les Hurons, principaux alliés et partenaires commerciaux des Français, furent forcés d'abandonner leurs terres après la destruction en 1649 de deux de leurs villages les plus importants. La plupart des groupes iroquoiens subirent un sort similaire au cours de la décennie suivante. Derniers à résister, les Andastes du Sud furent finalement assimilés en 1675. Parallèlement, la plupart des animaux à fourrure ayant disparu de leur territoire, les Iroquois se tournèrent vers l'ouest et avancèrent jusqu'à la vallée de l'Ohio, occupée par les Illinois et les Miamis. Pendant la seconde moitié du XVIIe siècle, ils menèrent contre ces tribus une guerre d'extermination et, sans s'y installer en permanence, accaparèrent leurs terres pour s'en servir comme terrains de chasse.

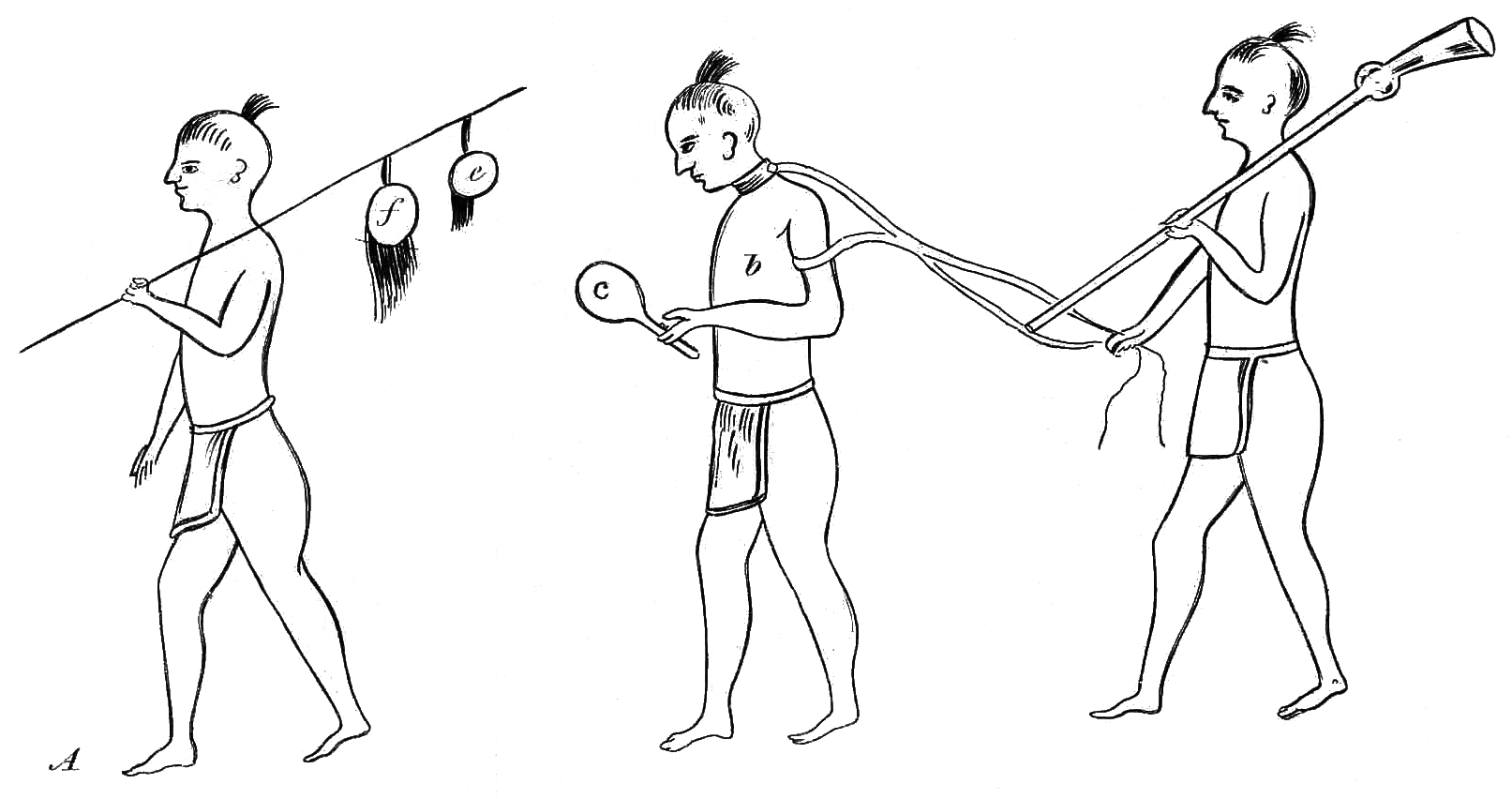
Prisonnier de guerre et son escorte iroquoise
(dessin américain de 1849).

Les Iroquois, bien qu'étant parvenus à dominer toutes les tribus ennemies environnantes, n'obtinrent pas de leurs victoires la prospérité attendue. Décimés par les guerres et les épidémies, ils ne purent augmenter leur nombre que par l'adoption massive des prisonniers ou réfugiés de guerre de langue iroquoienne. Ils parvinrent ainsi, vers 1660, à un effectif maximum d'environ 25 000 personnes. Au cours du siècle qui suivit, les attaques des Algonquins alliés des Français et l'emprise foncière de la colonisation britannique les ramenèrent à l'intérieur de leurs frontières initiales. Comme la pratique de l'adoption en masse était limitée aux peuples iroquoiens, la population iroquoise se remit à décroître, pour atteindre 12 000 personnes en 1768 et 8 000 quinze ans plus tard. À l'esclavage traditionnel s'ajouta un esclavage commercial alimenté par les prisonniers non adoptés, orienté vers la demande coloniale et incluant la capture d'esclaves noirs des colonies du Sud. L'expansion de cette activité fut un facteur supplémentaire de différenciation interne et de fragilisation de la société iroquoise.
Les autochtones commerçaient aussi dans le but d'obtenir de l'alcool, une substance qu'ils ne connaissaient pas avant l'arrivée des Européens. L'impact en fut si négatif qu'en 1753, lors d'une conférence destinée à cimenter l'alliance avec les colons britanniques contre les Français, Scarrooyady, l'un des chefs iroquois, demanda l'interdiction de la vente d'alcool aux Amérindiens : « Maintenant vos marchands n'ont presque plus rien à offrir que rhum et farine ; ils ont peu de poudre et de plomb, ou autres produits de valeur […] et acquièrent toutes les peaux qui devaient servir à payer les dettes que nous avons contractées pour les produits achetés aux honnêtes marchands ; par ce moyen, non seulement nous nous ruinons mais eux aussi. Ces maudits vendeurs de whisky, une fois qu'ils ont mis les Indiens à la boisson, leur font vendre jusqu'aux habits qu'ils portent. En un mot, si cette pratique continue, nous serons inévitablement ruinés. » Les délégués désignés par le gouverneur de Pennsylvanie, parmi lesquels figurait Benjamin Franklin, relayèrent cette demande en conclusion de leur rapport aux autorités de la province. Le commerce de l'alcool demeura toutefois un élément permanent dans l'économie de la traite et eut même tendance à augmenter quand les animaux à fourrure se raréfièrent et que les autochtones commencèrent à céder leurs terres.

### Relégation et intégration dans l'économie moderne
À la suite de la guerre d'indépendance américaine, pendant laquelle la plupart des tribus iroquoises avaient pris le parti des Britanniques, leurs territoires furent envahis par les États-Unis. Beaucoup se réfugièrent au Canada, qui abrite depuis lors environ la moitié d'entre eux. Aux États-Unis, une grande partie de leurs terres fut vendue aux spéculateurs fonciers new-yorkais. À partir du début du XIXe siècle, les deux pays systématisèrent la politique de déplacement et de cantonnement des Amérindiens dans les réserves. Néanmoins, dans certains groupes, la culture du maïs demeurait une activité de subsistance importante et, jusqu'au milieu du siècle, surtout l'affaire des femmes. Les hommes consacraient encore chaque année plusieurs semaines à la chasse.

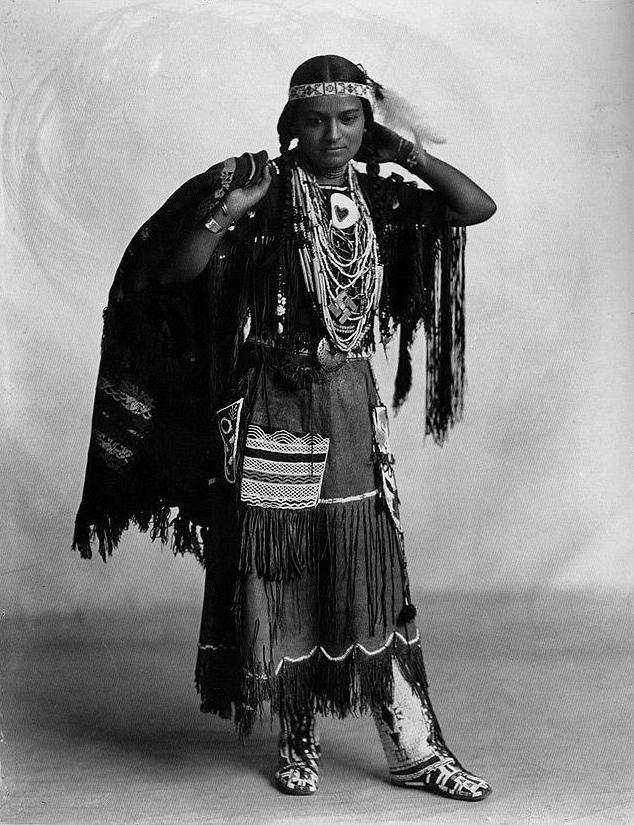
Iroquoise en costume de peau orné de perlages (photographie de 1898).

La réduction des terres et la raréfaction du gibier conduisirent à chercher d'autres ressources. C'est ainsi que les Iroquoises recréèrent un artisanat « traditionnel » orienté vers une clientèle touristique alors en pleine expansion. Dans ce domaine, parmi les Six-Nations traditionnelles, c'est celle des Tuscaroras qui obtint le plus grand succès. En effet, la première et la plus célèbre des attractions touristiques américaines du XIXe siècle était les chutes du Niagara : après la guerre de 1812, en reconnaissance des états de service de leur tribu dans les rangs américains, les femmes tuscaroras y obtinrent des propriétaires du site l'exclusivité de la vente d'articles de perlage, qu'elles surent par la suite adapter aux goûts victoriens des visiteurs. Elles poursuivirent cette activité pendant plus d'un siècle.

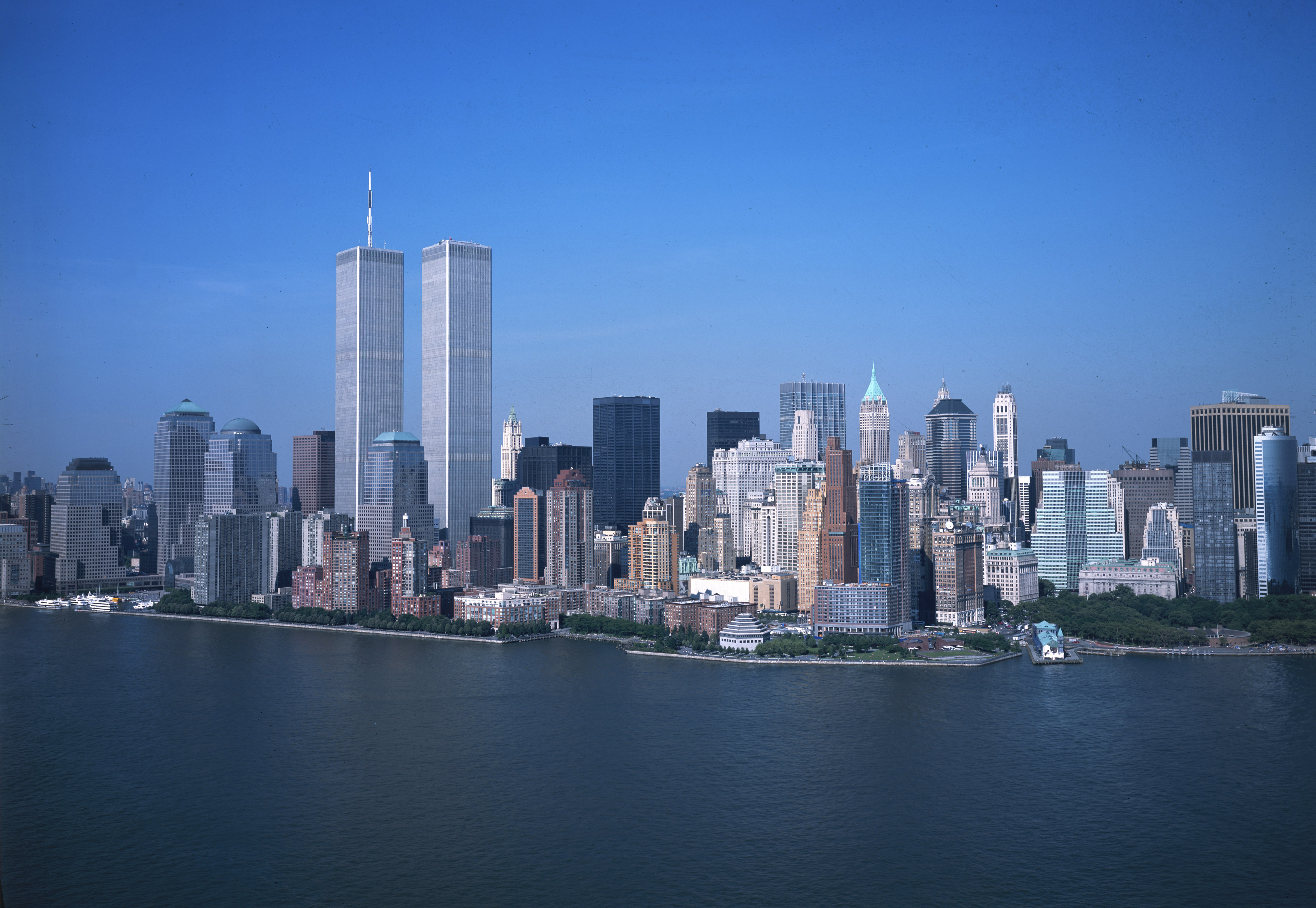
De nombreux Iroquois ont travaillé à la construction de gratte-ciels, de l'Empire State Building au World Trade Center.

Le mouvement le plus général fut le développement du salariat des hommes, qui s'amorça dans les chantiers forestiers, la métallurgie et les fabriques de canoës. Au sein des groupes iroquois, la salarisation modifia l'équilibre des rôles entre hommes et femmes : au milieu du XIXe siècle, celles-ci furent progressivement reléguées au second plan. Des générations d'Iroquois se spécialisèrent dans la construction métallique à partir de la fin du siècle. Le phénomène prit forme en 1886, sur le chantier du pont du Chemin de fer Canadien Pacifique, au-dessus du fleuve Saint-Laurent : pour obtenir l'autorisation d'établir la pile sud du pont sur leurs terres, l'entreprise de construction accepta d'embaucher des Mohawks de la réserve Kahnawake. Depuis, les Mohawks sont restés particulièrement connus pour leur contribution à l'édification des gratte-ciels et des ponts de New York et de Pittsburgh. Certains d'entre eux ont rapproché ce travail, ainsi que le mode de vie associé, de ceux de leurs aïeux chasseurs, qui quittaient pareillement leurs foyers pour de longs voyages afin de rapporter de quoi vivre à leurs familles.
Dans les réserves éloignées des grands centres urbains, le manque d'emplois et de formation entraîna au début du XXe siècle un accroissement de la pauvreté et l'apparition d'un phénomène de dépendance à l'égard des aides gouvernementales. Après la Grande Dépression, l'émigration vers les métropoles s'accéléra. Le mouvement s'est poursuivi depuis, même si les émigrés rendent toujours de fréquentes visites à leur réserve d'origine et y retournent en période de chômage ou pour leur retraite. Chasse, cueillette et pêche sont devenues des activités de subsistance marginales et l'agriculture, transformée par l'adoption des techniques nouvelles et la modification de la répartition des tâches entre hommes et femmes, régresse au fur et à mesure de l'accroissement des populations des réserves, du morcellement des terres et de l'apparition d'autres possibilités de travail.
De nombreux Iroquois sont aujourd'hui complètement intégrés à l'économie du Canada et des États-Unis. Pour d'autres, l'activité économique s'inscrit toujours dans le cadre des réserves. Mais qu'elle soit ou non directement engagée dans l'économie externe, la plus grande partie de l'activité économique iroquoise est maintenant fortement influencée par l'environnement national et mondial. À l'intérieur des réserves, la situation économique est souvent difficile. Par exemple, dans la partie américaine de la réserve mohawk, le chômage a atteint un taux de 46 %. Plusieurs d'entre elles font pourtant des affaires fructueuses. On cite le plus souvent en exemple les Oneidas, les Sénécas et, associés à ces derniers, les Cayugas. La réserve sénéca englobe la ville de Salamanca, un pôle de l'industrie des bois durs où la population d'origine amérindienne est de 13 %. Les Sénécas utilisent leur statut de réserve indépendante pour vendre essence et cigarettes hors taxes et organiser des parties de bingo à grosses mises. Dans l'État de New York, deux « casinos indiens » se sont ouverts, le Seneca Niagara Casino, près des chutes du Niagara, et le Seneca Allegany Casino, à Salamanca, tous deux dirigés par les Sénécas. Ceux-ci travaillent sur l'ouverture d'un troisième établissement, à Buffalo, qui devrait s'appeler le Seneca Buffalo Creek Casino.
Les Oneidas ont déjà ouvert des casinos dans leurs réserves de New York et du Wisconsin. La tribu est l'un des plus gros employeurs du Wisconsin du Nord-Est avec plus de 3 000 employés, dont 975 pour le gouvernement tribal. Elle gère plus de 16 millions de dollars de subventions fédérales et privées et un large éventail de programmes, dont ceux permis par l'Acte d'autodétermination et d'assistance à l'éducation des Indiens. Les entreprises à participation oneida ont rapporté des millions de dollars à la communauté et ont permis l'amélioration de son niveau de vie.

### Prolongements contemporains du modèle traditionnel

Le drapeau actuel de la Confédération iroquoise reprend le dessin d'un wampum ancien, la ceinture d'Hiawatha.

Le système traditionnel de gestion du sol a dû être modifié avec la venue des Européens puis l'isolement forcé dans les réserves. Dans la société iroquoise, la terre, propriété commune, pouvait être utilisée librement par les membres du groupe, selon leurs besoins. Même si le système n'était pas complètement collectif, puisque des parcelles étaient distribuées individuellement aux familles, les Iroquois ne considéraient pas la terre comme une marchandise, contrairement aux Occidentaux. Après l'arrivée des Européens et la relégation des indigènes dans les réserves, il leur a fallu évoluer selon un modèle plus occidental. Malgré l'influence de la culture ambiante, les Iroquois ont conservé à travers les ans une conception spécifique de la propriété. L'Iroquois contemporain Doug George-Kanentiio résume ainsi la perception qu'il en a : les Iroquois n'ont « aucun droit absolu à revendiquer un territoire pour des motifs simplement financiers. Notre Créateur nous a confié les terres aborigènes en dépôt, avec des règles très précises quant à leur utilisation. Nous sommes les gardiens de notre Mère la Terre et non les seigneurs du sol. Nos revendications ne sont valables que dans la mesure où nous savons demeurer sur elle dans la paix et dans l'harmonie. »
On retrouve des sentiments analogues dans une déclaration du Conseil des Chefs iroquois (ou hodénosauni) d'août 1981. Le Conseil distinguait les « concepts ouest-européens de propriété du sol » de la vision iroquoise selon laquelle la « terre est sacrée » et « a été créée pour l'usage de tous et dans tous les temps - non pour le profit exclusif de la génération présente. » La terre n'est pas une simple marchandise et « En aucun cas la terre n'est à vendre. » La déclaration poursuit : « Selon la loi hodénosauni, Gayanerkowa, la terre est détenue par les femmes de chaque clan. Ce sont principalement les femmes qui sont responsables de la terre, qui la cultivent et qui la préservent pour les générations futures. Quand la Confédération s'est formée, les nations séparées ont constitué une union. Le territoire de chaque nation est devenu terre confédérale, même si chaque nation a continué à porter un intérêt particulier à son territoire historique. » La déclaration du Conseil reflète la persistance d'une conception de la propriété propre aux Iroquois.
Au Canada, la Réserve des Six Nations a intégré la structure de la propriété traditionnelle dans le mode de vie nouveau qui s'est établi à la suite de la relégation des Iroquois. La réserve a été instituée au XVIIIe siècle par deux actes notariés. Ces actes accordaient la propriété indivise des terres de la réserve aux Six-Nations iroquoises. Les individus pouvaient ensuite obtenir de la Confédération la location perpétuelle d'une parcelle. L'idée iroquoise, selon laquelle la terre devient la possession de celui qui en prend soin et retourne sous contrôle public s'il la délaisse, a persisté dans la législation de la réserve. Lors d'un litige foncier, le Conseil iroquois prit le parti du plaignant qui avait amendé et cultivé la terre contre celui qui l'avait abandonnée. Les ressources naturelles du sol appartenaient à la tribu dans son ensemble et non aux propriétaires de la parcelle concernée. Les Iroquois ont par exemple mis en concession l'extraction de pierre et prélevé des redevances sur toute la production. Après avoir découvert du gaz naturel dans la réserve, les Six-Nations ont pris le contrôle direct des puits et n'ont indemnisé ceux qui avaient des forages sur leurs terres que pour les dommages causés par l'extraction. Ces dispositions se rapprochent étroitement du système ancien où les tribus détenaient la pleine propriété des terres, dont elles ne distribuaient que l'usufruit.
Un autre exemple d'impact des conceptions iroquoises traditionnelles sur la vie des Iroquois d'aujourd'hui concerne l'achat de terrains puis l'ouverture de casinos par la tribu des Sénécas-Cayugas, dans l'État de New York. Les casinos représentent une source additionnelle de revenus collectifs, tout comme la salle de bingo, la station d'essence et la fabrique de cigarettes que les Sénécas-Cayugas possèdent également. L'organisation actuelle du patrimoine de la réserve reflète directement l'influence de la conception de la propriété du sol qui prévalait avant l'arrivée des Européens.